# Augustówi-csatorna
Az Augustówi-csatorna (lengyelül: Kanał Augustowski, belaruszul: Аўгустоўскі канал) egy határokon átnyúló hajózási csatorna, amelyet a 19. században építettek a mai észak-lengyel Podlasiei vajdaságban és Fehéroroszország északnyugati részén a Hrodnai területen, az egykori Lengyel Királyság Augustówi vajdaságában. Az építésétől kezdve a csatornát a szakértők technológiai csodának nevezték, a számos zsilip és a szép környék pedig jelentősen hozzájárult esztétikai vonzerejéhez. Mindkét országban műemlék, emellett európai ipari örökség és az UNESCO kulturális világörökségi cím várományosa, amelynek sorsáról egy halasztás miatt 2023-ban fognak dönteni.
Ez volt az első csatorna Közép-Európában, amely közvetlen összeköttetést biztosított két nagy folyó, a Visztula és a  Nyeman vízrendszere között. 

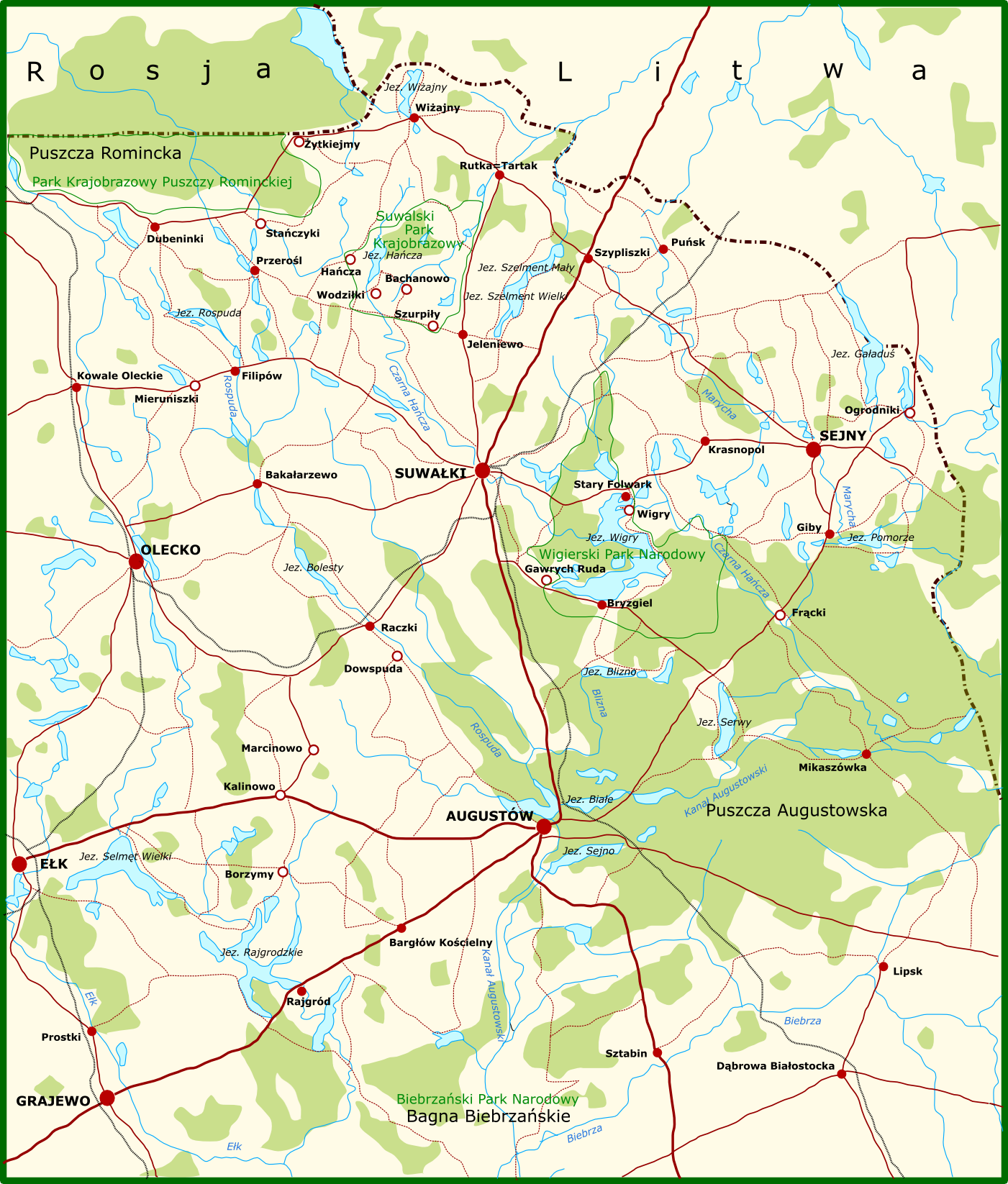
A környék térképe, a jobb alsó részen az Augustówi-csatorna lengyel szakasza látható

## Összeköttetés más vízi utakkal
Az Augustówi-csatorna több folyórendszerrel és tengerrel is kapcsolatban áll. A Visztula felé a Narew mellékfolyón vezet az útvonal, amellyel a Biebrza köti össze a vízi utat, ettől a folyótól számolják a folyamkilométereket is. A Czarna Hańcza mellékfolyón végighaladva a Nyeman kapcsolódik hozzá, ezen lefelé hajózva a balti-tengeri Kur-öbölbe jutunk. Emellett összeköttetést nyújt a Fekete-tengerrel déli irányban a Scsara folyón, az Ogiński-csatornán, a Daugaván, a Berezina-csatornán és a Dnyeperen keresztül. A Fekete-tenger felé alternatív utat kínál a Nyeman, Nyugati-Bug, Dnyeper–Bug-csatorna, Pina, Pripjaty és Dnyeper végighajózása.

## Földrajza
Az Augustówi-csatorna kialakításához egy posztglaciális depressziót és számos, a pleisztocén korban a jég által kialakított folyót és tavat használtak fel a Mazuri-tóhátság területén. A környező dombok közül sok a jég által otthagyott morénából van, a tavak nagy része is morénató. A csatorna ezen tavak és a szomszédos folyók hosszú természetes láncolatán alapszik. Emiatt a teljes hossz töredékét teszik csak ki a mesterségesen kiásott részek. A táj tulajdonságai lehetővé tették a csatorna és a környezet tökéletes integrációját a teljes 101,2 km-es hosszúságban.
A vízgyűjtő területe a határ lengyel oldalán 74,25 km², a belorusz oldalán pedig 8,42 km², összesen 82,67 km². A nyomvonal hét természetes morénatavat köt össze, ezek a Necko, a Białe, Studzieniczne, Orle, Paniewo, Krzywe és Mikaszewo tavak. A csatorna nyomvonala emellett 11 folyót is érint: Biebrza, Netta, Czarna Hańcza, Klonownica, Plaska (Sucha Rzeczka, Serwianka), Mikaszówka, Perkucia, Szlamica, Wolkuszanka, Ostaszanka és a Nyeman. A természetes szakaszokat hajózsilipekkel és vízleeresztő zsilipekkel választották el egymástól, de ide tartoznak még a part mentén lévő vontatóutak, a hidak és a part menti épületek is. A csatornát tápláló víztartalékot kívülről a Sajno, a Serwy és a Wigry tavak biztosítják, emiatt ezek is a védett területhez tartoznak. Hat történelmi zsilip, a Przewięź, Paniewo, Perkuć, Sosnówek, Tartak és Kudrynki könnyen elérhető a túrázók és kerékpárosok által használt zöld jelzésű ösvényről.

## Története

### Előzmények
A vízi utak döntő jelentőségűek voltak sok ország számára a nagy vasútépítések előtt a 19. század elején. Az ipari forradalom korszakában a műszaki technológiák fejlődése új csatornák építését tette lehetővé, azaz mesterséges összeköttetéseket építhettek a meglévő természetes vízfolyások felhasználásával. Ezeken a hajózási útvonalakon viszonylag gyorsan és nagy mennyiségben lehetett az árukat szállítani, amire szüksége is volt a fellendülő iparnak. A korszak leghíresebb hajózási csatornáit Nagy-Britanniában építették fel.

### A csatorna megépítése
Az Augustówi-csatorna építésének mind politikai, mind gazdasági okai is voltak. 1821-ben Poroszország elnyomóan magas vámokat vezetett be a lengyel és litván áruk tranzitjára a területén, ami gyakorlatilag megakadályozta a lengyel kereskedők kijutását a Visztula folyón keresztül a Balti-tengerre. 1822-ben a Lengyel Királyság kereskedelmi autonómiát kapott az Orosz Birodalom vámterületétől.
1823–1839 között építették fel az Ignacy Prądzyński tábornok, Jan Chrzciciel de Grandville Malletski francia tábornok és a mérnök Jan Paweł Lelewel által tervezett vízi utat, beleértve a hozzá tartozó épületeket és a hidrotechnikai szerkezeteket is, hogy megkerüljék Poroszország területét, és összekapcsolják a Lengyel Királyság központját Ventspils (lengyelül: Windawa) balti-tengeri kikötőjével, kikerülve ezzel a porosz fennhatóságú Danzigot. A vízi út (Windawai-csatorna) végső, windawai szakaszának építését, amelynek célja az új kereskedelmi útvonal Ventspilshez csatlakoztatása volt, keresztülhúzta az 1830–1831-es novemberi felkelés miatt Oroszország, és az időközben felülvizsgált kereskedelmi megállapodások Poroszországgal.
Az Augustówi-csatorna befejezett része helyi jelentőségű belvízi út maradt, amelyet kereskedelmi hajózáshoz és faszállításához használtak a Visztula és a Nyeman folyókhoz, illetve az áruszállításhoz, egészen addig, amíg a regionális vasúti hálózat elavulttá nem tette a csatornát.

#### A munkálatok
A csatorna építésekor kihasználták a jégkorszak után létrejött glaciális depressziót, amely az Augustówi-tavak, valamint a Biebrza, a Netta, a Czarna Hańcza és a Nyeman folyóvölgyeinek láncát képezi. Ez tette lehetővé a csatorna tökéletes integrálását a természetes környezetben található elemekhez.
Prądzyński 1823. június 15-én érkezett Augustów városába. Első feladata a Biebrza és a Nyeman közötti térségek körbeutazása, az útvonaljelző-táblák felállítása és a fák kivágatása volt a leendő csatorna nyomvonalán. Mindemellett el kellett végeznie a megfelelő földmérési munkálatokat is, de felhasználta a Schüler által vezetett porosz földmérők munkáját, akik 1799–1800-ban Biebrzán és Nettán végeztek méréseket az e folyók közötti mocsarak lecsapolásának előkészítésére. Prądzyński számos problémával szembesült, az egyik legsúlyosabb a sűrű erdők, mocsarak és sár által borított terület vadsága volt, amely megnehezítette az építők mozgását és az anyagszállítást.
Az alapanyaghiányt még az építkezés megkezdése előtt meg kellett oldani. Ezek közül a mésztermelés volt a legnagyobb probléma. A csatorna és különösen a zsilipfalak felépítéséhez vízálló mészre volt szükség, az Augustów környékéből származó mészkő minősége azonban csak közönséges mész előállítására volt alkalmas. Sok próbálkozás után azonban a Mérnökök Testületének tisztjei új módszereket fejlesztettek ki a mesterséges vízálló mész előállítására. Az építkezés a lengyel mérnökök egyik jelentős 19. századi teljesítménye volt. A vörös téglákat két külön téglagyárban gyártották, köztük az egyiket a város közelében. A vas alkatrészeket Karol Brzostowski vasöntödéje készítette Sztabinban.
A tényleges építkezés 1824 júliusában kezdődött. Egyszerre mintegy 6000–7000 ember dolgozott a területen, köztük a helyi parasztok is, akik szabadságot szerezhettek a csatornán végzett munkálatokért cserébe. 1826-ban azonban Prądzyński elvesztette szabadságát, mivel letartóztatták titkos hazafias szervezetekhez való tartozása miatt. Helyét a csatorna építésének közvetlen irányításában Jan Chrzciciel de Grandville Malletski tábornok, a Mérnökök Testületének igazgatója vette át, aki emellett a vízi út tervezését és Prądzyński aláírási jogát is megkapta. 1829. március 25-én Prądzyńskit szabadon engedték, és visszatért az építkezésre, ám Malletskivel való együttműködése nem volt zavartalan. 1830 tavaszáig a tervezett munka nagy részét elvégezték, ugyanakkor Prądzyński eredeti tervét kissé megváltoztatták: további hat hajózsilipet adtak hozzá a tervezett 11-hez. 1831-ben a csatorna építését megszakították a novemberi felkelés hadműveletei. A felkelés leverése után Oroszország eltörölte a Lengyel Királyság autonómiáját, ezért a csatorna építésének koncepciója is megváltozott. A kormány felkérte a Lengyel Bankot, hogy fejezze be a csatornát. 1833–1839-ben csak a Biebrza és Nyeman szakaszán végeztek munkálatokat; az építkezést ezután Teodor Urbanski hidromérnök vezette. Egy újabb hajózárat adtak hozzá a meglévőkhöz, Kudrynki és Sosnówka között. Elkészült a Niemnowo-zsilip is, amely Prądzyński terveivel ellentétben háromkamrás kialakítású lett. 1839-ben befejeződtek a hajózási útvonal építésének munkái, és ünnepélyesen megnyitották. Építői között voltak többek között Jerzy Arnold, Tadeusz Edward Bieliński, Michał Horain, Wojciech Korczakowski, Jan Paweł Lelewel, Feliks Pancer, valamint August Szulc.
Az elkövetkezendő években továbbfejlesztették a csatornát, és a szükséges helyeken további zárakat és zsilipeket építettek a megfelelő vízháztartás és hajózhatóság miatt, mivel kompenzálniuk kellett a víz esését mindkét irányban mérföldenkénti 8–12 lábnyira (2,3–3,45 m). A zsilipeknek két mintának megfelelően kellett épülniük: teljesen kőből, kővel bélelt aljzattal, vagy téglafallal és fatuskókkal bélelt fenékkel. Egységes kinézetükben az esztétika és a hazafias szimbolizmus is szerepet játszott: vörös téglával és fehér homokkővel burkolták őket, ami utalás volt a lengyel nemzeti színekre. A meder minimális szélessége nem lehetett kevesebb 40 lábnál (11,5 m), a mélysége pedig 5 lábnál (1,45 m). A csatorna egyik oldalán egy széles vontatóútnak is kellett lennie, valamint fákat kellett ültetni a csatorna mentén, hogy így díszítsék azt. A vízlépcsők, duzzasztóművek és hidak építését szintén pontosan megtervezték. A meder fölött lévő hidakat vagy emelhetővé tették, vagy a zsilipkapuk tetejére kellett rögzíteni.

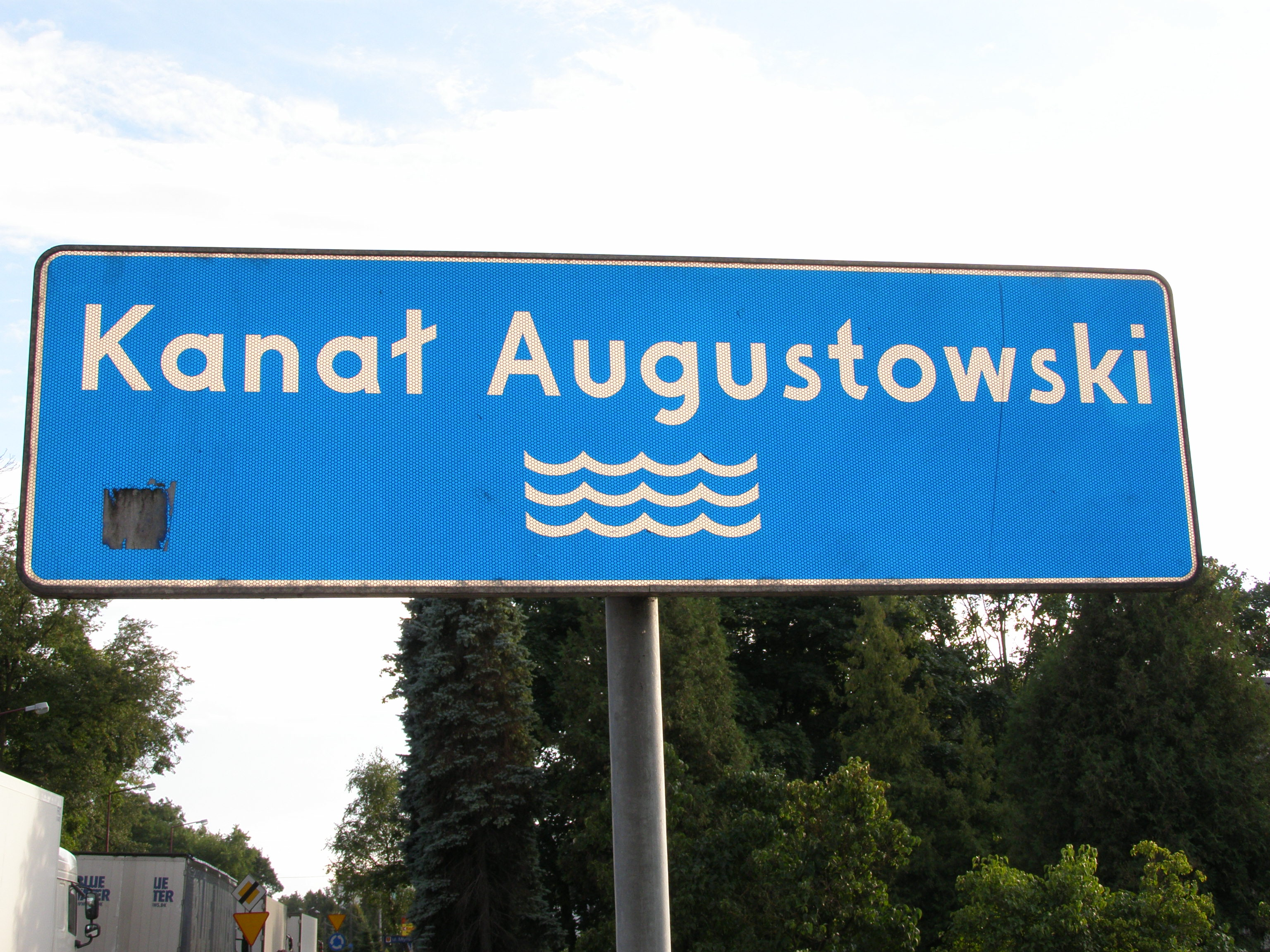
Jelzőtábla egy, a csatorna felett áthaladó hídon Augustów város határában.

#### A nyomvonal
A munkálatok első szakasza a Biebrza folyó rendbetétele volt a Narewtől a Netta torkolatáig. A Biebrza ezen szakasza 50 600 öl (87 400 m) volt, de a tervek szerint a meder 37 kanyarulatánál történő átvágásokkal 36 800 ölre (63 600 m) csökkenthető. A második szakasz a Netta folyó volt, amelynek 23 220 öles (40 100 m) hosszát 57 átvágás útján 18 457 ölre (31 900 m) kellett lerövidíteni. A folyó mentén a gátakat fonott palánkkal és burkolatokkal kellett megerősíteni. Nyáron a folyót további vízforrásokkal kellett ellátni a Necko, Białego, Studzieniczne és Sajno tavakból. Ezt az első számú vízáteresztő zsilippel Augustówban kellett megvalósítani. Prądzyński felvetette, hogy szükség lehet további zsilipet építeni Białobrzegiben. A csatorna további útvonala a Necko, a Klonownica, majd a Białe tó mentén haladt. Ez utóbbi és Studzieniczy között egy hajózsilip is szerepelt a tervek között, és a Studzieniczne tótól a Ptaszek folyóig 2400 öl (4150 m) meder kiásására volt szükség. Onnan a csatorna útját a folyó mentén kellett futtatni a Gorczycaig, ahol a 3. zsilip volt. A csatornát az Orlego-tó felé kellett vezetni, ahonnan egy 500 öles (860 m) árok építésével csatlakoztak a Paniewo-tóhoz, ahonnan újabb 240 ölnyi (415 m) ásást kellett elvégezni a Krzywe-tó felé. A Krzywym és a Paniewo tavak között épült a 4. számú, kétkamrás zsilip az eredeti tervek szerint. A csatorna ekkor a Perkuć folyó mentén haladt a Mikaszewo tóig, ahol az 5. zárat kellett felépíteni. Átfolyást terveztek Mikaszewótól a Mikaszówka tóig. Innentől el kellett ásni a Czarna Hańcza folyóhoz, és itt megépíteni a 6. és a 7. számú zsilipet. A Nettától a Czarna Hańczáig vezető szakasz összességében 15 900 öl (27 500 m) mesterségesen kialakított csatornából állt. Az utolsó szakasz a Czarna Hańcza szabályozása volt. A csatornával való összeköttetéstől a Nyemanig tartó szakasz 27 500 öl (47 500 m) volt, amelyet terveztek 4020 öl (6950 m) levágásával 15 120-ra (26 100 m) rövidíteni. Négy zsilipet terveztek a folyón, köztük az utolsó (eredetileg 11. számú) kétkamrás lett.

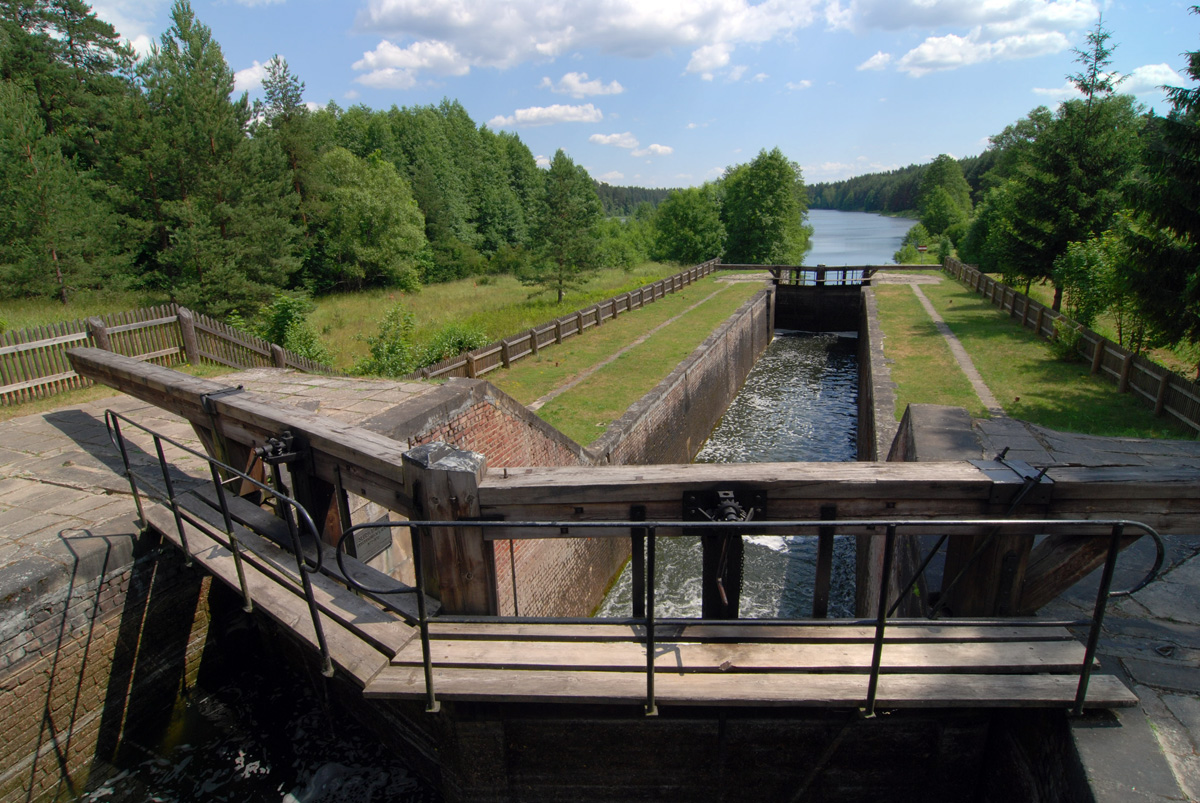
A kétkamrás Paniewo-zsilip fa kapui.

#### Költségek
A csatorna építési költségei Prądzyński becslése szerint a következők voltak:
- a Biebrza mederrendezési munkái 115 500 złotyba kerültek;
- a Netta folyó szabályozása – 1 083 000 zł;
- földmunkák a Netta és a Czarna Hańcza találkozásánál – 1 615 000 zł;
- egy teljes hajózsilip téglaburkolattal és kő aljzattal – 340 000 zł;
- egy fagerendákkal bélelt aljzatú hajózsilip – 260 000 zł
- egy vízáteresztő zsilip – 49 000 zł
- egyéb gátak – 181 000 zł

A Netta és a Czarna Hańcza közötti vonal építésének összköltsége mintegy 4 020 000 złoty volt, a Czarna Hańczán végzett munkáknak pedig 3 069 000 volt az ára. A csatorna építésének végösszege körülbelül 9 500 000 zł, ebből 17 000 zł az építés irányításával, az ellenőrzésekkel és a rendkívüli költségekkel kapcsolatos kiadások. Prądzyński költségbecslése nem tartalmazta az augustówi kikötő kiépítésének költségeit és a csatorna építéséhez használt kisajátított területek tulajdonosának járó kártérítést.

### Az első hanyatlás időszaka (1850–1920)
Már 1825 márciusában a poroszok a felesleges vámokat visszavonták a lengyel árukra. A gabona poroszországi kikötőkbe való szállítása ismét jövedelmezővé vált. Ezért az Augustówi-csatorna nem töltötte be a tervezett szerepét, annál is inkább, mert az oroszok nem fejezték be a Windawski-csatornát, amelynek a Nemunas-medencét Windawa városának kikötőjével kellett volna összekötnie. A csatornát így a helyi forgalomban használták, elsősorban a faanyag leúsztatásához, 1852-től csak az erdészeti termékeket úsztatták le rajta, és az 1860-as évek közepétől a medret kimélyítették. A vízút szerepe még inkább csökkent a 19. század második felében, mivel a vasúthálózat, például a közeli Szentpétervár–Varsó-vasútvonal a vízi szállítás helyébe lépett, mint az áruk szállításának elsődleges útvonala. Az 1870-es években jelent meg a csatornán az első gőzhajó, bár száz évig a fő szerepet a vontatás játszotta. Az első világháború alatt sok kár érte a szerkezetet, különösen érintve a csatorna körüli épületeket és a zsilipek feletti hidakat.

### Feléledés és pusztulás (1920–1945)

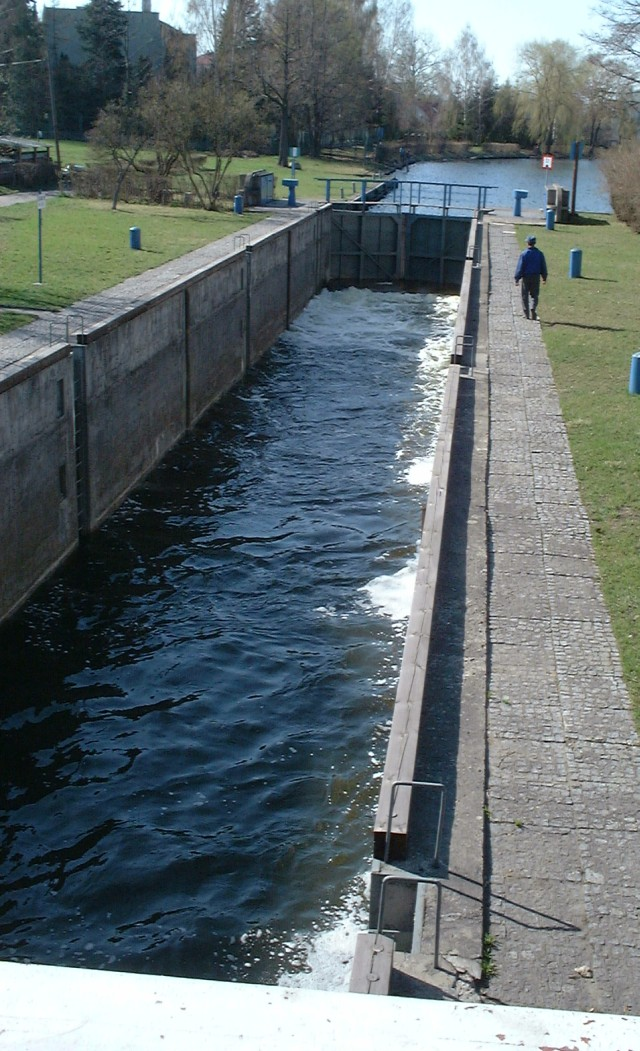
A felújított Augustówi-zsilip, a csatorna ötödik zsilipje betonfallal és acél kapukkal.

Az első világháború és a lengyel–szovjet háború okozott némi kárt a hajózóút szerkezetében, de a Második Lengyel Köztársaság az 1920-as évek elején újjáépítette, és kissé korszerűsítette: a tégla aljzatot gránit vagy beton tömbökre cserélték, és a felnyitható hidak helyett több állandó hidat építettek. A világháborúk között a csatorna először vált turisztikai attrakcióvá. Festői útvonal volt, amely kiváló sportolási lehetőségeket kínált a kenuzóknak, vitorlázóknak és csónakázóknak. Gazdasági jelentőségét tovább csökkentette, hogy a lengyel korridor révén az országnak közvetlen összeköttetése lett a Balti-tengerrel.
1939 szeptemberében a lengyelországi hadjárat után a csatorna részben német (Sucha Rzeczkától Kurzyniecig), részben szovjet ellenőrzés alá került. A németek a csatorna középső szakaszát a faanyag úsztatására használták, míg a szovjetek építőanyagokat szállítottak a Molotov-vonal építéséhez a Niemnowo-zsilipen keresztül. Később a csatorna létesítményei a lengyel és a szovjet partizánok támadásainak célpontjává váltak. 1944-ben a Vörös Hadsereg közeledett a csatorna felé, emiatt a védelemre való felkészülés közben a németek Sosnowo, Borki és Augustów zárait felrobbantották, valamint még egy tucat hidat és nyolc gátat is elpusztítottak. Az 1944 júliusától 1945 januárjáig tartó harcok további károkat okoztak. A háború után a csatorna lengyel részét helyreállították.

### Megosztottság és újjáépítés (1950–2005)
A lengyel keleti határ háború utáni eltolása (lásd Curzon-vonal) jelentős hatással volt a csatornára. A Lengyelország és a Szovjetunió között, 1945. augusztus 16-án megkötött határmegállapodás Lengyelország és a Belorusz SZSZK határának egy szakaszát a Kurzyniec-zsiliptől a vízi út vonala mentén további 3,5 kilométeren át rajta húzta keresztül. Az 1950-es években a Lengyel Népköztársaság a vízi utat a Biebrzától kezdve a Tartak zsilipig újjáépítette, habár az országban fennmaradó része azután is használaton kívül maradt, miután a második világháború okozta károkat kijavították. Ebben az időszakban készültek a felrobbantott eredeti téglafalú, fakapus zsilipek helyett a modernebb betonfalas, acélkapus szerkezetek.
A Szovjetunió nem végzett javításokat a csatorna azon részén, amely a Belarusz SZSZK-hoz került. A vízi út elhanyagolt fehérorosz részén, mivel egy idő után elvadult és egyedülálló ökoszisztémává vált, 1970-ben létrehozták a Szapockini Biológiai Rezervátumot a terület megőrzésének elősegítése érdekében. A lengyel kulturális és művészeti miniszter 1968. december 21-i határozata szerint az Augustówi-csatornának az Augustówtól az államhatárig tartó szakaszát műemlékké nyilvánította az infrastruktúrával együtt: a zsilipek, gátak, hidak, házak, a karbantartási épületek, a környezet, és a táj I. osztályú műszaki műemlék lett. Ezt követően, 1979. február 9-én, a suwalski vajdasági határozattal az Augustówi-csatornát teljes hosszában felvetették a műemlékek nyilvántartásába. A Szovjetunió széthullása tovább nehezítette a vízi út kihasználását, mivel a Niemnowo-zsilip felőli vége alig 2 km-re került az újonnan létrejövő Litvánia határától, így még egy határátlépés szükséges a Nyemanon való végighajózáshoz, ráadásul a folyó a Kalinyingrádi terület határfolyója is lett. Ezzel a csatornán és a Nyemanon való végighajózáshoz összesen 4 országot kell érinteni, ami megnehezíti és rontja a megfelelő kihasználást.
2002 óta a csatornát regionális jelentőségű vízi úttá minősítették. Rajta legfeljebb I. a osztályú motoros hajók és uszályok közlekedhetnek, amelyeknek a maximális hossza 24 m, legnagyobb szélessége 3,5 m, legnagyobb merülése pedig 1 m lehet.

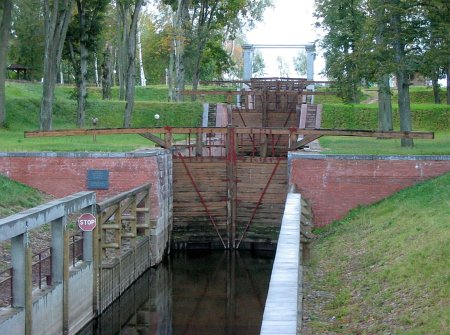
A Niemnowo-zsilip a csatorna Nyeman folyó felőli végén. Ez a legnagyobb zsilip az összes közül.

### Az újjászületés (2005 – jelen)
2005. június 8-án a Miniszterek Tanácsa 2005. május 22-i 125/2005 határozata alapján megkötötte a „A Lengyel Köztársaság kormánya és a Belarusz Köztársaság kormánya között létrejött megállapodás a határ Augustówi-csatorna szakaszának újjáépítéséről" egyezményt. A projekt célja a csatorna működőképességének helyreállítása volt a turisták számára, észszerű vízgazdálkodás biztosítása a Czarna Hańcza folyó völgyében és a vízi út természetes ökoszisztémájának helyreállítása. 2004-ben Fehéroroszország vállalta, hogy a lengyel oldalhoz hasonlóan rekonstruálni fogja a csatorna oda eső szakaszát, ezt végül 2005 és 2007 között meg is valósították. Többek között a Niemnowo-zsiliphez hozzáépítettek egy 4. dokk-kamrát is, mivel az évszázadok alatt megváltozott a Nyeman partvonala és vízszintje. A közösen felújított Kurzyniec-zsilip mellett egy park is létesült, valamint egy kisméretű határátkelő a két ország között. A nemzetközi határt ennek ellenére fegyveresen őrzik, mindemellett többnyelvű táblák és úttorlaszok figyelmeztetik a turistákat a tiltott határátlépés elkerülésére. Egy másik esemény az Augustówi-csatorna történelmi műemlékként történő elismerése a lengyel elnök 2007. április 15-i rendelete alapján (Dz. U. Nr. 86 poz. 572). A csatorna jelenleg védett övezet, amelyet Lengyelország és Fehéroroszország közösen javasolt az UNESCO világörökségi listájára felvételre, és 2007-ben be is került a várományosok közé. A pályázatot 2010-ben visszavonták, majd további fejlesztések után ismét beadták, a világörökségi címről így várhatóan 2023-ban fognak az illetékesek dönteni.

## Gazdasági jelentősége
Az Augustówi-csatorna a befejezése után a tervezettel ellentétben mindössze helyi jelentőségű belvízi út maradt, amelyet kereskedelmi hajózáshoz és a faanyag szállításához használtak a Visztula és a Nyeman folyók között. A legfőbb szállított termékek a liszt, a só, a gabona, a mészkő, és a gipsz voltak. Augustówban nagy méretű kikötőt építettek a lóvontatta uszályok számára. A csatornát 40 m hosszú, 5 m szélességű és legfeljebb 10 tonna rakomány szállítására alkalmas hajók befogadására tervezték. A 19. század második felében a vasúti hálózat lett az áruk szállításának elsődleges útvonala. A hajózási útvonal fokozatosan hanyatlásnak indult, 1852-től csak az erdészeti termékeket úsztatták le rajta. Az 1920-as évek végétől a csatorna turisztikai attrakcióvá vált, így a teherszállítás helyett már ez lett  fő bevételi forrás. Festői útvonala népszerű volt, amely kiváló sportolási lehetőségeket kínált a kenuzóknak, valamint más vízi sportot kedvelőknek. Jelenleg a környék számos városnéző és turisztikai látványosságot kínál. Páratlan szépsége a tűlevelű erdőkkel és tavakkal tarkított táj természetes látképéből származik, különösen a Biebrza és a Netta folyók környékén. A legnépszerűbb program a vízi út bejárása kajakkal, kenuval, motorcsónakkal vagy kisebb hajókkal. A csatorna egy részét és az Augustów környéki tavakat egy sétahajózás keretében is fel lehet  keresni. Fiatalabb korában II. János Pál pápa is szívesen kenuzott a hangulatos vizeken. Pápává választása után egy későbbi látogatása keretében hajózott egyet a csatornán 1999-ben, ezzel is felidézve az ifjúkori emlékeit.
Fehéroroszországban igen alacsony, 1% körüli volt a turizmus részesedése a GDP-ből. Az ország távlati terveiben szerepelt ennek az aránynak a 10%-ra növelése, így több lehetőséget biztosítanak az ide érkező turistáknak. Az Augustówi-csatorna is egy ilyen kiemelt körzet lett, így 2018. január 1-jétől az ide látogató külföldiek 3 napos vízummentességet kapnak, így jelentősen leegyszerűsödik a belarusz területre történő beutazás. A zsilipeknek országonként eltérő a nyitvatartási idejük, valamint hétvégén előre egyeztetni kell az áthaladásokat.

## A csatorna felépítése

### A Visztula vízgyűjtő területén lévő szakasz
| Kilométer   | Objektum | Koordináták             |
| ----------- | --- | ----------------------- |
| 0,0–83,40   | A csatorna Lengyelország területén halad |                         |
| 0,0         | A csatorna kezdete a Biebrza folyónál (84,2 km a forrásától) |                         |
| 0,35–10,95  | A csatornázott Netta folyó |                         |
| 0,35        | A Dębowo zsilip és duzzasztó | 53.609978°N 22.930051°E |
| 10,95–32,50 | A Netta folyóval párhuzamos csatorna |                         |
| 13,20       | Sosnowo zsilip; a többletvíz kiürítése a Sosnowo–Borki szakaszból a Netta folyóba | 53.700272°N 22.926201°E |
| 19,25       | Borki zsilip | 53.755095°N 22.915075°E |
| 19,35       | A Borki–Białobrzegi szakaszból a többletvizet Netta folyóba ürítik | 53.756433°N 22.915033°E |
| 24,80       | A Borki–Białobrzegi szakaszból a többletvizet Netta folyóba ürítik | 53.796686°N 22.945384°E |
| 26,60       | A csatorna keresztezi Białobrzegi községet; A Borki–Białobrzegi szakaszból a többletvizet Netta folyóba ürítik | 53.804657°N 22.96637°E  |
| 27,10       | Białobrzegi zsilip | 53.806976°N 22.968698°E |
| 27,60       | A Białobrzegi–Augustów szakaszból a fölösleges vizet a Sajno-tóba ürítik |                         |
| 32,50       | Augustówi zsilip és duzzasztó: a zsilippel szabályozzák a Necko-tó és a Sajno-tó közötti vízáramlást a Bystry-csatornán keresztül (lengyelül: Kanał Bystry), mellyel biztosítják a csatorna Augustów–Dębowo szakaszának vízellátását | 53.841365°N 22.990948°E |

### A Nyeman vízgyűjtő területén lévő szakasz
| Kilométer    | Objektum                                                                                          | Koordináták             |
| ------------ | ------------------------------------------------------------------------------------------------- | ----------------------- |
| 32,50–43,50  | A csatorna keresztezi a Necko-tavat (1,7 km) és a Białe-tavat (6,7 km)                            |                         |
| 43,50        | Przewięź zsilip                                                                                   | 53.867143°N 23.092189°E |
| 43,50–47,50  | A csatorna keresztezi a Studzieniczne-tavat                                                       |                         |
| 47,40        | Swoboda zsilip                                                                                    | 53.866653°N 23.1451°E   |
| 47,40–57,00  | A legmagasabban lévő csatornaszakasz, a Swoboda-tavon és a Gorczyckie-tavon áthaladó szakaszokkal |                         |
| 53,00        | Kapcsolat a Serwy-tóval                                                                           |                         |
| 57,00        | Gorczyca zsilip                                                                                   | 53.90663°N 23.24726°E   |
| 57,00–60,90  | Mesterséges csatorna és átjáró az Orle-tó és a Paniewo-tó között                                  |                         |
| 60,90        | Paniewo zsilip                                                                                    | 53.898664°N 23.298331°E |
| 63,00        | Perkuć zsilip                                                                                     | 53.8991°N 23.318835°E   |
| 63,00–69,10  | Rövid mesterséges csatorna és a Mikaszewo-tó átjárója Mikaszówka község határában                 |                         |
| 69,10        | Mikaszówka zsilip és duzzasztó                                                                    | 53.889625°N 23.396562°E |
| 70,30        | Sosnówek zsilip és duzzasztó                                                                      | 53.891393°N 23.413226°E |
| 70,50–94,60  | A csatornázott Czarna Hańcza folyó                                                                |                         |
| 74,40        | Tartak zsilip és duzzasztó                                                                        | 53.882391°N 23.461454°E |
| 77,40        | Kudrynki zsilip és duzzasztó                                                                      | 53.878493°N 23.501558°E |
| 80,00–83,40  | A lengyel-fehérorosz határ 3,4 km-en keresztül a csatorna tengelyében halad                       |                         |
| 81,75        | Kurzyniec zsilip és duzzasztó az egykori Kurzyniec község határában                               | 53.86364°N 23.523851°E  |
| 83,40        | Wołkuszek duzzasztó                                                                               |                         |
| 80,00–101,20 | A csatorna Fehéroroszország területén halad                                                       |                         |
| 85,00        | Wołkuszek zsilip                                                                                  |                         |
| 91,50        | Dąbrówka zsilip és duzzasztó                                                                      | 53.862862°N 23.623599°E |
| 94,60        | A Czarna Hańcza folyó természetes medrében folyik tovább a Nyeman folyóig                         |                         |
| 94,60–101,20 | Párhuzamos csatorna a Czarna Hańcza folyóval                                                      |                         |
| 100,00       | Kurkul duzzasztó; a felesleges víz kiürítése a Dąbrówka–Niemnowo-szakaszból a Nyeman folyóba      |                         |
| 101,20       | Niemnowo zsilip                                                                                   | 53.870561°N 23.756261°E |
| 101,20       | Nyeman folyó; a csatorna vége                                                                     | 53.870561°N 23.756261°E |

## A zsilipek
A csatorna teljes hosszán 18 zsilip található, ezek közül 14 Lengyelországban, 3 Fehéroroszországban, 1 pedig a határon. A zsilipek neveinél az eredeti lengyel elnevezés lett feltüntetve, a fehéroroszoknál pedig zárójelben a helyi nevük is fel lett sorolva.

### Dębowo-zsilip
| sorszám                 | 1.             |  |
| km                      | 0,35           |  |
| szélesség               | 6,1 m          |  |
| hosszúság               | 43,9 m         |  |
| áthidalt szintkülönbség | 2,07 m         |  |
| zsilipkapuk anyaga      | fa             |  |
| építés éve              | 1826-1827      |  |
| felújítva               | 1946 1997-2003 |  |

### Sosnowo-zsilip
| sorszám                 | 2.        |  |
| km                      | 13,2      |  |
| szélesség               | 6,1 m     |  |
| hosszúság               | 43,5 m    |  |
| áthidalt szintkülönbség | 2,77 m    |  |
| zsilipkapuk anyaga      | acél      |  |
| építés éve              | 1835-1836 |  |
| felújítva               | 1948      |  |

### Borki-zsilip
| sorszám                 | 3.        |  |
| km                      | 19,25     |  |
| szélesség               | 6,1 m     |  |
| hosszúság               | 44 m      |  |
| áthidalt szintkülönbség | 2,89 m    |  |
| zsilipkapuk anyaga      | acél      |  |
| építés éve              | 1835-1836 |  |
| felújítva               | 1948      |  |

### Białobrzegi-zsilip
| sorszám                 | 4.        |  |
| km                      | 26,9      |  |
| szélesség               | 5,9 m     |  |
| hosszúság               | 42,8 m    |  |
| áthidalt szintkülönbség | 2,08 m    |  |
| zsilipkapuk anyaga      | acél      |  |
| építés éve              | 1825-1826 |  |
| felújítva               | 1959-1964 |  |

### Augustówi-zsilip
| sorszám                 | 5.        |  |
| km                      | 32,5      |  |
| szélesség               | 6,02 m    |  |
| hosszúság               | 46,8 m    |  |
| áthidalt szintkülönbség | 2,44 m    |  |
| zsilipkapuk anyaga      | acél      |  |
| építés éve              | 1825-1826 |  |
| felújítva               | 1947-1948 |  |

### Przewięź-zsilip
| sorszám                 | 6.        |  |
| km                      | 43,6      |  |
| szélesség               | 5,96 m    |  |
| hosszúság               | 46,17 m   |  |
| áthidalt szintkülönbség | 0,86 m    |  |
| zsilipkapuk anyaga      | fa        |  |
| építés éve              | 1825-1826 |  |
| felújítva               | 1947-1948 |  |

### Swoboda-zsilip
| sorszám                 | 7.              |  |
| km                      | 47,4            |  |
| szélesség               | 5,95 m          |  |
| hosszúság               | 45,77 m         |  |
| áthidalt szintkülönbség | 1,7 m           |  |
| zsilipkapuk anyaga      | acél            |  |
| építés éve              | 1826-1827       |  |
| felújítva               | 1960-as években |  |

### Gorczyca-zsilip
| sorszám                 | 8.                  |  |
| km                      | 57                  |  |
| szélesség               | 5,95 m              |  |
| hosszúság               | 43,23 m             |  |
| áthidalt szintkülönbség | 2,81 m              |  |
| zsilipkapuk anyaga      | fa                  |  |
| építés éve              | 1828                |  |
| felújítva               | 1947-1948 1954 2003 |  |

### Paniewo-zsilip
| sorszám                 | 9.                                                 |  |
| km                      | 61                                                 |  |
| szélesség               | 5,95 m                                             |  |
| hosszúság               | 88 m (első kamra: 41.41 m, második kamra: 43.64 m) |  |
| áthidalt szintkülönbség | 6,29 m                                             |  |
| zsilipkapuk anyaga      | fa                                                 |  |
| építés éve              | 1826-1828                                          |  |
| felújítva               | 1947-1948 1951 1953-1954 1970 1973-1979            |  |

### Perkuć-zsilip
| sorszám                 | 10.       |  |
| km                      | 63        |  |
| szélesség               | 6,02 m    |  |
| hosszúság               | 43,5 m    |  |
| áthidalt szintkülönbség | 2,91 m    |  |
| zsilipkapuk anyaga      | fa        |  |
| építés éve              | 1827-1828 |  |
| felújítva               |           |  |

### Mikaszówka-zsilip
| sorszám                 | 11.     |  |
| km                      | 69,1    |  |
| szélesség               | 6,05 m  |  |
| hosszúság               | 43,31 m |  |
| áthidalt szintkülönbség | 2,44 m  |  |
| zsilipkapuk anyaga      | fa      |  |
| építés éve              | 1828    |  |
| felújítva               |         |  |

### Sosnówek-zsilip
| sorszám                 | 12.    |  |
| km                      | 71,2   |  |
| szélesség               | 6,1 m  |  |
| hosszúság               | 44,4 m |  |
| áthidalt szintkülönbség | 2,98 m |  |
| zsilipkapuk anyaga      | fa     |  |
| építés éve              | 1828   |  |
| felújítva               |        |  |

### Tartak-zsilip
| sorszám                 | 13.       |  |
| km                      | 74,4      |  |
| szélesség               | 6,08 m    |  |
| hosszúság               | 45,35 m   |  |
| áthidalt szintkülönbség | 1,72 m    |  |
| zsilipkapuk anyaga      | fa        |  |
| építés éve              | 1837-1838 |  |
| felújítva               |           |  |

### Kudrynki-zsilip
| sorszám                 | 14.       |  |
| km                      | 77,4      |  |
| szélesség               | 5,94 m    |  |
| hosszúság               | 43,4 m    |  |
| áthidalt szintkülönbség | 2,27 m    |  |
| zsilipkapuk anyaga      | fa        |  |
| építés éve              | 1828-1829 |  |
| felújítva               | 2005-2008 |  |

### Kurzyniec-zsilip
| sorszám                 | 15.       |  |
| km                      | 81,75     |  |
| szélesség               | 6 m       |  |
| hosszúság               | 44,6 m    |  |
| áthidalt szintkülönbség | 2,98 m    |  |
| zsilipkapuk anyaga      | fa        |  |
| építés éve              | 1828-1829 |  |
| felújítva               | 2006-2007 |  |

### Wołkuszek-zsilip (Шлюз «Валкушык»)
| sorszám                 | 16.       |
| km                      | 85        |
| szélesség               | 5,9 m     |
| hosszúság               | 44,6 m    |
| áthidalt szintkülönbség | 4,33 m    |
| zsilipkapuk anyaga      | fa        |
| építés éve              | 1829      |
| felújítva               | 2005-2006 |

### Dąbrówka-zsilip (Шлюз «Дамброўка»)
| sorszám                 | 17.       |  |
| km                      | 91,5      |  |
| szélesség               | 6,1 m     |  |
| hosszúság               | 43,9 m    |  |
| áthidalt szintkülönbség | 3,04 m    |  |
| zsilipkapuk anyaga      | fa        |  |
| építés éve              | 1829      |  |
| felújítva               | 2005-2006 |  |

### Niemnowo-zsilip (Шлюз «Нямнова»)
| sorszám                 | 18.                             |  |
| km                      | 101,2                           |  |
| szélesség               | 5,9 m                           |  |
| hosszúság               | 174 m (4 darab 43,5 m-es kamra) |  |
| áthidalt szintkülönbség | 9,8 m                           |  |
| zsilipkapuk anyaga      | fa                              |  |
| építés éve              | 1828-1830                       |  |
| felújítva               | 2004-2006                       |  |

## Fordítás
- Ez a szócikk részben vagy egészben  az   Augustów Canal című angol Wikipédia-szócikk ezen változatának fordításán alapul.  Az eredeti cikk szerkesztőit annak laptörténete sorolja fel. Ez a jelzés csupán a megfogalmazás eredetét és a szerzői jogokat jelzi, nem szolgál a cikkben szereplő információk forrásmegjelöléseként.
- Ez a szócikk részben vagy egészben  a   Kanał Augustowski című lengyel Wikipédia-szócikk ezen változatának fordításán alapul.  Az eredeti cikk szerkesztőit annak laptörténete sorolja fel. Ez a jelzés csupán a megfogalmazás eredetét és a szerzői jogokat jelzi, nem szolgál a cikkben szereplő információk forrásmegjelöléseként.